# Podwójna helisa

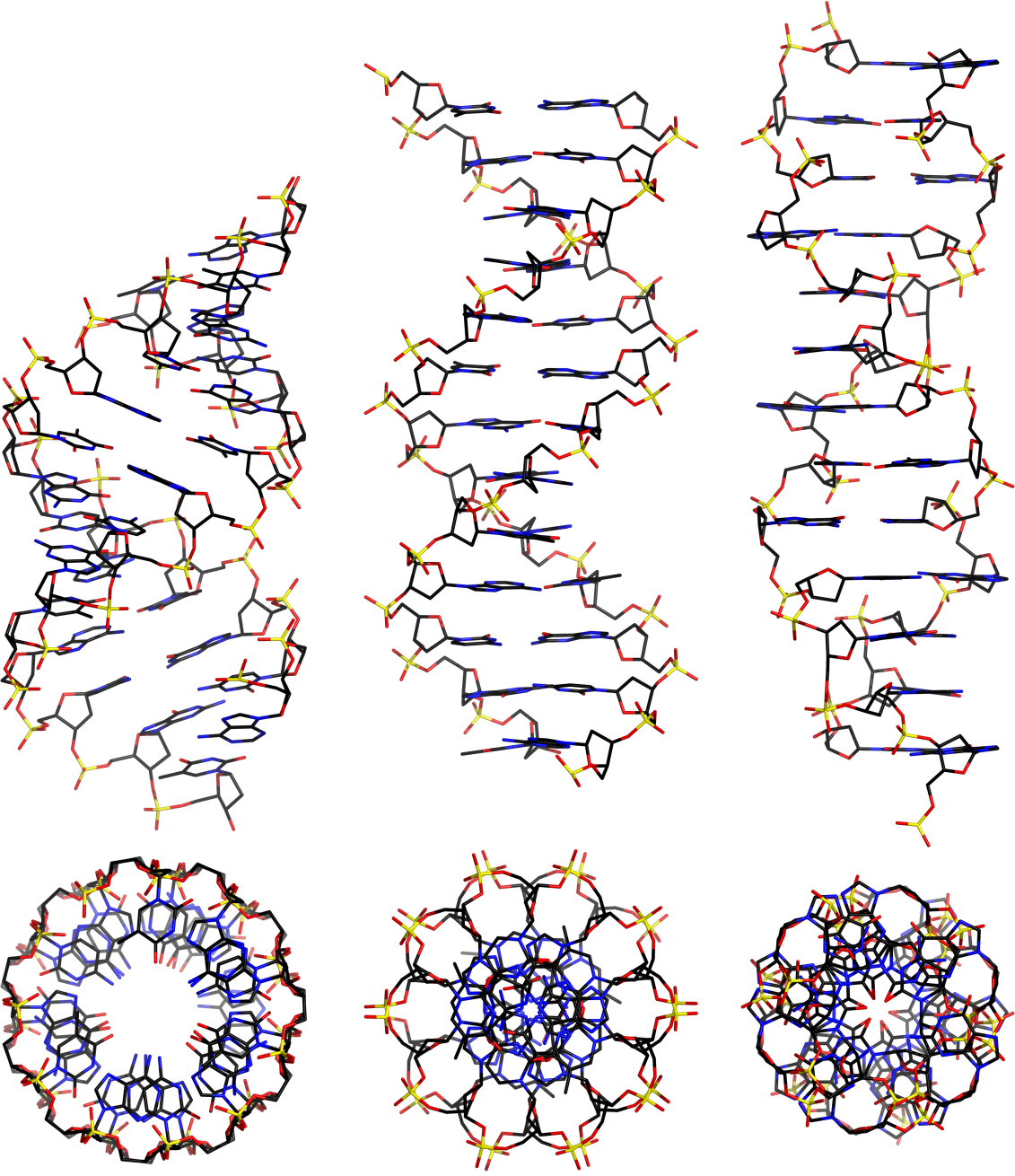
Najczęściej spotykane typy podwójnej helisy, od lewej: A, B i Z

Podwójna helisa – model struktury DNA w postaci podwójnej helisy zaproponowany w 1953 przez Jamesa Watsona i Francisa Cricka, oparty na pracach Rosalindy Franklin, za który w 1962 roku zostali uhonorowani Nagrodą Nobla z dziedziny medycyny i fizjologii. Praca pt. „Molecular Structure of Nucleic Acids” została opublikowana 25 kwietnia 1953 w czasopiśmie Nature.

Model czaszowy fragmentu podwójnej helisy DNA typu B

Podwójna helisa stanowi podstawowy element struktury przestrzennej cząsteczki DNA. Składa się z dwóch łańcuchów polinukleotydowych, które biegną w przeciwnych kierunkach i owijają się wokół wspólnej osi. Zasady azotowe nukleotydów znajdują się wewnątrz podwójnej helisy i są połączone wiązaniami wodorowymi w pary komplementarne. Fragmenty o strukturze podwójnej helisy znajdują się także w niektórych cząsteczkach RNA, np. tRNA.